# Le Jour d'après (film, 2004)
Pour les articles homonymes, voir Le Jour d'après et Day After Tomorrow.
Pour plus de détails, voir Fiche technique et Distribution.
Le Jour d'après  (The Day After Tomorrow) est un film catastrophe américain réalisé par Roland Emmerich, sorti en 2004.
Le film évoque les aventures du professeur et paléoclimatologue Jack Hall (Dennis Quaid) et de ses deux collègues qui effectuent une mission scientifique de routine en Antarctique : le forage de carottes de glace. Tout à coup, le plateau de glace se détache du reste du continent. Des dérèglements climatiques importants se produisent sur la planète : trois hélicoptères de la RAF, piégés dans l'œil d'un cyclone, s'abattent car la température monstrueusement glaciale (−150 °F ou −101 °C, sachant que le record du monde est de −93 °C) a gelé leurs rotors ainsi que le carburant. Dans le même temps, d'énormes grêlons frappent Tokyo, de gigantesques tornades détruisent Los Angeles et New York est noyée sous les eaux qui finissent par geler pour transformer la ville en une gigantesque banquise. C'est aussi l'histoire d'un père qui va chercher son fils, Sam (Jake Gyllenhaal), bloqué avec un groupe de survivants dans la bibliothèque municipale de New York, qui est ensevelie sous les glaces.

## Synopsis
Jack Hall est un paléoclimatologue américain. Avec ses collègues Frank Harris et l'inexpérimenté Jason Evans, ils forent des échantillons de carottes de glace sur le plateau de glace de Larsen en Antarctique pour la NOAA, lorsque le plateau se brise. Quelque temps après la catastrophe, lors d'une conférence des Nations unies à New Delhi, Jack met en garde contre le réchauffement climatique imminent mais le vice-président américain Raymond Becker, climatosceptique, rejette ses préoccupations. Le professeur Terry Rapson, océanographe du centre Hedland en Écosse, se lie d'amitié avec Jack au cours de la conférence : lui-aussi croit à un changement climatique inévitable (alors que New Delhi se retrouve exceptionnellement sous la neige !).
De retour de la conférence, Jack doit conduire son fils Sam avec qui il a des problèmes relationnels (le premier privilégiant plus son travail au détriment de sa vie de famille) à l'aéroport pour qu'il parte quelques jours à New York pour participer à un décathlon académique avec ses amis Laura Chapman (dont il est amoureux) et Brian Parks.
Pendant ce temps, plusieurs bouées dans l'océan Atlantique montrant une forte baisse de la température de l'océan, le professeur Rapson conclut que les théories de Jack sont correctes. Mis au courant, Jack veut utiliser le supercalculateur, mais il n'a pas l'autorisation de sa hiérarchie. Pourtant, la situation change, car entre-temps les conditions météorologiques empirent à travers le monde :  Tokyo est frappée par une tempête de grêle géante et Los Angeles est dévastée par une série de tornades qui se rejoignent. À la suite de cela, le président Blake émet un ordre exécutif pour que la FAA bloque tout le trafic aérien à travers le pays. Ayant enfin reçu l'autorisation, les équipes de Jack et Rapson, ainsi que la météorologue de la NASA Janet Tokada, utilisent le supercalculateur pour construire un modèle de prévision basé sur les recherches de Jack.
Entre-temps à New York, alors que les animaux cherchent à quitter la ville (dans la plus grande incompréhension des habitants), le décathlon académique se déroule pour l'équipe de Sam qui se fait un nouvel ami, J. D., avec qui ils sympathisent. Alors qu'ils visitent le Musée d'histoire naturelle, ils apprennent que le corps du mammouth intact présenté au public a été retrouvé tel quel mort instantanément au moment de la dernière glaciation alors qu'il mangeait. Pendant ce temps, une importante tempête de neige a commencé à frapper le nord de l'Europe et l'armée britannique est envoyée pour secourir les gens au nord du pays. Mais leur hélicoptère se crashe lorsque celui-ci traverse l'œil de la tempête en Écosse en raison du gel du carburant et l'équipage meurt instantanément congelé. Informé de l'incident (resté officiellement confidentiel) par Rapson, l'équipe de Jack découvre qu'un énorme système de tempêtes se développe dans l'hémisphère nord, se divisant en trois gigantesques tempêtes de type ouragan au-dessus du Canada, de l'Écosse et de la Sibérie. Les tempêtes attirent l'air congelé de la haute troposphère vers leur centre, gelant tout ce qui est pris dans leur centre avec des températures inférieures à −101 °C. L'équipe de Jack obtient les résultats des prévisions et les communique à Rapson : ces tempêtes vont changer le climat de la planète et créer une nouvelle ère glaciaire. La tempête sévissant déjà, le professeur Rapson et son équipe ne peuvent être évacués et périssent quelques jours plus tard dans la tempête européenne. Entre-temps, Jack tente de communiquer les résultats au vice-président Becker, mais celui-ci refuse de l'écouter.
Pendant ce temps à New York, la météo se dégrade au fil des jours avec une pluie continue battante de plus en plus violente qui paralyse la ville en raison des inondations. Sam et ses amis tenteront en vain de quitter la ville, mais il est trop tard. À ce moment-là, le niveau de la mer monte de presque 8 mètres en quelques secondes, provoquant une vague géante qui inonde Manhattan. Cela oblige le groupe de Sam à chercher un abri à la bibliothèque publique de New York, mais Laura se blesse à la jambe. Alors qu'elle tente de se libérer, elle entend une francophone et sa fille coincées dans un taxi et elle fait demi-tour pour les aider. Lorsque le tsunami est sur le point de frapper la bibliothèque, la francophone  oublie de prendre dans le taxi son sac à main qui contient ses passeports. Laura va le récupérer pour elle et est sauvée in extremis par Sam qui vient la chercher.
Alors que les communications par téléphone mobile sont en panne, Sam est en mesure de contacter Jack et sa mère Lucy, un médecin, via un téléphone public ; Jack lui conseille de rester à l'intérieur et promet de le sauver. En effet, après le tsunami, la pluie laisse place à la neige, et un cargo russe à la dérive s'échoue à proximité de la bibliothèque, tandis que la glace remplace progressivement l'eau. Jack décide de partir en expédition polaire à New York pour secourir son fils. Avant cela, il est invité à parler au président Blake. Jack suggère au gouvernement l'évacuation des États du sud vers le Mexique ; la moitié nord du pays étant condamnée à être frappée par la tempête et sa population est invitée à chercher des abris et à rester au chaud. Le vice-président Becker continue à douter de Jack, mais le président Blake ordonne l'évacuation.
Jack, Jason et Frank se rendent à New York pour aller chercher Sam. En Pennsylvanie, Frank tombe à travers la lucarne d'un centre commercial recouvert de neige, et coupe sa corde pour empêcher ses amis de tomber avec lui. Dans la bibliothèque, la plupart des survivants, après avoir vu de nombreuses personnes des autres structures décider de se diriger vers le sud après le gel des eaux de crue, décident de faire de même malgré les avertissements de Sam ; seuls quelques survivants finissent par tenir compte de ses conseils pour rester sur place, brûlant des livres pour rester au chaud alors que les températures chutent. Pendant ce temps, alors qu'il négocie avec le Mexique pour ouvrir la frontière, Becker est informé que le cortège de voitures de Blake a été pris dans la tempête. Lucy reste dans un hôpital s'occupant d'enfants cloués au lit, où elle et ses patients sont finalement secourus.
Laura développe une septicémie à cause de sa blessure, après quoi Sam, Brian et J.D. explorent un cargo russe qui a dérivé dans la ville pour rechercher de la pénicilline, repoussant un groupe de loups qui se sont échappés du zoo de Central Park. L'œil de la tempête nord-américaine arrive, gelant Manhattan, mais le groupe de Sam rentre juste à temps avec les médicaments et la nourriture. De même, Jack et Jason se réfugient dans un restaurant abandonné de Wendy's près de New Brunswick (à 60 km de New York).
Jack et Jason continuent de se diriger vers New York après que l'œil du cyclone est passé. Pendant leur voyage, ils rencontrent le groupe de personnes ayant quitté la bibliothèque, mortes gelées. La nuit suivante, Jack et Jason font le point sur les erreurs de l'homme dominant la nature et qu'ils doivent à présent apprendre de leurs erreurs. Le lendemain, la tempête se dissipe, Jack et Jason se trouvent au pied de la statue de la Liberté gelée. Ils arrivent à atteindre la bibliothèque, trouvant le groupe de Sam vivant.
Becker, dans son premier discours en tant que nouveau président, présente ses excuses à la télévision pour son ignorance, promettant d'envoyer des hélicoptères pour secourir les survivants dans les États du nord. Le groupe de Jack et Sam est récupéré à Manhattan, où de nombreuses personnes ont survécu.
Sur la Station spatiale internationale, les astronautes regardent avec stupeur la surface transformée de la planète, et avec de nouvelles calottes glaciaires générées par les tempêtes, s'étendant à travers tout l'hémisphère nord.

## Fiche technique
Sauf indication contraire, les informations mentionnées dans cette section peuvent être confirmées par la base de données cinématographiques IMDb,  présente dans la section « Liens externes ».
- Titre français : Le Jour d'après
- Titre québécois : Le Jour d'après
- Titre original : The Day After Tomorrow
- Réalisation : Roland Emmerich
- Scénario : Roland Emmerich et Jeffrey Nachmanoff, d'après le livre The Coming Global Superstorm de Art Bell et Whitley Strieber
- Photographie : Ueli Steiger (en)
- Montage : David Brenner
- Musique : Harald Kloser
- Costumes : Renée April
- Production : Roland Emmerich et Mark Gordon
- Sociétés de production : 20th Century Fox, Centropolis Entertainment, Lions Gate Film et Mark Gordon Productions
- Société de distribution : Twentieth Century Fox
- Budget : 125 000 000 $[2]
- Pays de production :  États-Unis
- Langues originales : anglais, français, japonais, arabe
- Genre : Catastrophe, science-fiction
- Durée : 124 minutes
- Dates de sortie :
  - France : 26 mai 2004
  - États-Unis : 28 mai 2004
- Classification :
  - États-Unis : PG-13 « Rated PG-13 for intense situations of peril »
  - France : tous publics au cinéma

## Distribution
- Dennis Quaid  (VF : Bernard Lanneau) : Pr Jack Hall
- Jake Gyllenhaal  (VF : Patrick Mancini) : Sam Hall
- Ian Holm  (VF : Marc Cassot) : Terry Rapson
- Emmy Rossum  (VF : Caroline Victoria) : Laura Chapman
- Sela Ward  (VF : Caroline Jacquin) : Dr Lucy Hall
- Dash Mihok  (VF : Jean-François Vlérick) : Jason Evans
- Jay O. Sanders  (VF : Patrick Messe) : Frank Harris
- Austin Nichols  (VF : Axel Kiener) : J. D.
- Arjay Smith  (VF : Frantz Confiac) : Brian Parks
- Tamlyn Tomita  (VF : Yumi Fujimori) : Janet Tokada
- Perry King  (VF : François Jaubert) : Président Blake
- Kenneth Welsh (VF : Georges Claisse) : le vice-Président puis Président Raymond Becker
- Nestor Serrano (VF : Jean-Jacques Nervest) : Gomez
- Ayana O'Shun (VF : Ethel Houbiers) :  Jama
- Marylou Mucret (VF : elle-même) : Binata
- Phillip Jarrett (VF : Thierry Desroses) : un policier new-yorkais
- Richard McMillan (VF : Jean-Yves Chatelais) : Dennis
- Emanuel Hoss-Desmarais  : Cecil
- Glenn Plummer (VF : Bruno Henry) : Luther
- Adrian Lester : Simon
- Jack Laufer : Jeff Baffin
- Sheila McCarthy : Judith, la bibliothécaire
- Rick Hoffman : (VF : Michel Fortin) : l'homme d'affaires dans le bus
- Mimi Kuzyk : la secrétaire d’État
- Amy Sloan : Elsa

Version française réalisée par Dubbing Brothers, sous la direction artistique de Jean-Pierre Dorat, avec une adaptation de dialogues de Didier Drouin.
Sources et légende : Version française (VF) sur Voxofilm

## Production

### Genèse et développement
Le scénario est en partie inspiré du livre d'Art Bell et Whitley Strieber Le Grand Dérèglement du climat (The Coming Global Superstorm) publié en 1999. Il s'agit d'une « hypothèse haute » sur les effets du réchauffement climatique. Le Pentagone a produit un rapport sur le même modèle, destiné à « penser l'hypothèse la plus catastrophique, afin de se donner les moyens d'y faire face », mais a renoncé à le diffuser car il était régulièrement pris pour argent comptant par la presse.

### Attribution des rôles
Le choix des acteurs pour certains rôles comme celui du président des États-Unis et de son vice-président est basé sur la ressemblance entre la personnalité connue et l'acteur l'incarnant : ainsi Perry King, qui incarne le président des États-Unis, ressemble à Al Gore, candidat malchanceux à l'élection présidentielle américaine de 2000 qui s'est ensuite illustré par son combat contre le réchauffement climatique. On peut aussi noter la ressemblance physique entre l'acteur Kenneth Welsh (vice-président Becker) et Dick Cheney (vice-président de George W. Bush).

### Tournage
Le film a été tourné en partie à Montréal[réf. nécessaire].

### Musique
La musique du film est composée par Harald Kloser, assisté de Thomas Wanker. Blake Neely a également composé quelques musiques additionnelles. Dans le film, on peut par ailleurs entendre la chanson Reise, Reise du groupe Rammstein. Le générique en version française est interprété par Chimène Badi.
Liste des titres
1. The Day After Tomorrow - 3:27
2. Tornado Warning - 2:00
3. Sam! - 1:18
4. Tidal Wave - 3:14
5. Body Heat - 1:50
6. Russian Ghost Ship - 1:24
7. Hall's Plan - 0:53
8. Rio Grande - 1:11
9. Bedtime Story - 2:03
10. Blizzard - 2:18
11. Superfreeze - 3:04
12. Cutting the Rope - 3:29
13. Because of You - 2:29
14. President's Speech - 4:20
15. The Human Spirit - 3:36
16. Burning Books - 1:42

## Analyse

### Erreurs et incohérences
- On note une contradiction physique dans ce film : alors que la  calotte glaciaire s’étend, retenant donc d’énormes quantités d’eau sous forme de glace, le niveau de la mer monte au point de submerger New-York. Lors de la glaciation de Wurm, le niveau des mers était inférieur  de 120 mètres à l’actuel, et la Manche était une vallée couverte de forêts.
- Une erreur de conversion dans la version française : au cours de la 41e minute, après que trois hélicoptères de la Royal Air Force britannique se sont écrasés parce que leur kérosène a subitement gelé, on nous affirme, dans la version française du film, que le kérosène — dont le point de fusion est de −48 à −26 °C[7] — gèle à −65 °C. Or, ce n'est pas ce que dit la version originale américaine. En effet, dans celle-ci, il est dit « negative one hundred and fifty degrees Fahrenheit », c'est-à-dire −150 °F. Les formules de conversion entre les deux unités de température sont bien connues. Pour convertir des degrés Fahrenheit en degrés Celsius, la formule est [°C] = ([°F] − 32) × 5/9[8], ce qui donne pour −150 °F : (-150 - 32) × 5/9 = −101,1 °C. Le traducteur français a oublié, selon toute évidence, le signe - de -150 durant le calcul ((150 - 32) × 5/9 = 65,3 °C) pour ensuite le rajouter au résultat final, et ainsi obtenir ce −65 °C.

## Autour du film